# Lysistrate (film, 1981)
Lysistrate är en TV-film från 1981 i regi av Göran Järvefelt och Inger Åby, efter Aristofanes pjäs Lysistrate

## Rollista
- Lena Nyman
- Inga Gill
- Anita Ekström
- Gunilla Åkesson
- Helena Reuterblad
- Angelica Lundqvist
- Lisskulla Jobs
- Christina Andersson
- Josefin Wedel
- Hannelore Eder
- Ulf Brunnberg
- Carl-Åke Eriksson
- Gösta Prüzelius
- Torsten Wahlund
- Hans Bredefeldt
- Göthe Grefbo
- Peter Harryson
- Stephan Karlsén
- Leif Liljeroth
- Segol Mann
- Jan Nygren
- Jan Nyman
- Fredrik Ohlsson
- Kåre Santesson
- Björn Strand

## Övrig produktion
Övrig produktion i urval:

- Musik - Björn Hallman
- Koreografi - Kristina Hedberg
- Teknisk ledning - Gunnar Ålund
- Ljud - Nils Rehn
- Ljudinspicient - Kent Byström
- Ljus - Björn Allard
- Bildingenjör - Ronny Carlsson
- Kamera - Jan Wictorinus, Per-Olof Runa, Lennart Söderberg
- Redigering - Jan Askelöf
- Projektledare - Lars Bjälkeskog
- Regiassistent - Kerstin Sjöberg
- Produktionsassistent - Marina Nyman
- Scenografi - Bo-Ruben Hedwall